# The Simple Life (film 1912 Majestic)
The Simple Life è un cortometraggio muto del 1912. Il nome del regista non viene riportato nei credit.

## Produzione
Il film fu prodotto dalla Majestic Motion Picture Company.

## Distribuzione
Distribuito dalla Film Supply Company, il film - un cortometraggio di una bobina - uscì nelle sale cinematografiche statunitensi il 13 ottobre 1912. Qualche giorno dopo, uscì un The Simple Life prodotto dalla Pathé Frères.